# 小行星3026
小行星3026（3026 Sarastro）是一颗围绕太阳公转的小行星。1977年10月12日，[保羅·維爾特]]在齐美尔瓦尔德发现了此天体。
該小行星以奧地利作曲家沃夫岡·阿瑪迪斯·莫札特的歌劇《魔笛》的角色薩拉斯妥（Sarastro）命名。
这颗小行星的绝对星等为106.1772312283901等。